# Specialized

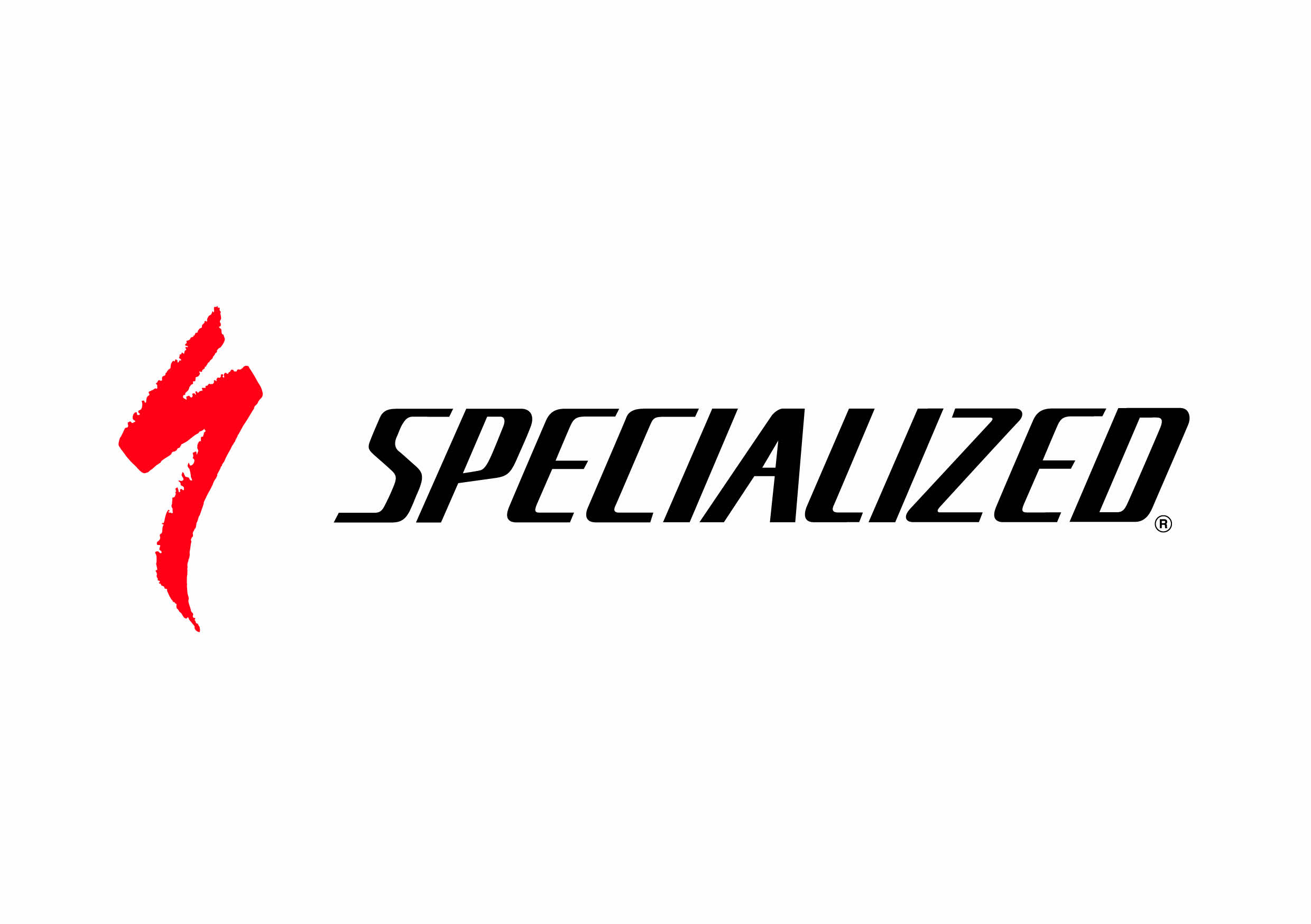
Logo

Specialized Bicycle Components, Inc., conhecida como Specialized, é uma marca americana de bicicletas e equipamentos ciclísticos. Foi fundada em 1974 por Mike Sinyard, na Califórnia.
Mike Sinyard começou importando componentes italianos que eram difíceis de encontrar nos Estados Unidos.A companhia começou a fabricação própria em 1976, com o pneu Specialized Touring.Em 1981, a Specialized introduziu suas primeiras bicicletas. A empresa introduziu a primeira mountain bike de sucesso comercial no mundo, com o modelo Stumpjumper, também em 1981. Atualmente, a marca produz diversos modelos de bicicletas, tais como: RockHopper, Crave, Stumpjumper, Epic , dentre outras disponíveis pela marca. E patrocina equipas e atletas.
Número de colaboradores: 300 (2002).[carece de fontes?]